# Диксон, Брайан
Брайан Джеймс Диксон (англ. Brian James Dixon; 20 мая 1936 — 9 июля 2025) — игрок в австралийский футбол и политический деятель Австралии, член Викторианской либеральной партии.

## Биография
Будучи игроком в австралийский футбол, Диксон выступал с 1954 по 1968 годы за клуб «Мельбурн» в Викторианской футбольной лиге на позиции винга. Всего он сыграл 252 матча (169 побед, 3 ничьи, 80 поражений), забив 41 гол. Он выиграл пять суперфиналов Викторианской футбольной лиги, в 1960 году был удостоен медали Кита Траскотта как лучший игрок «Мельбурна». В 1961 году он попал в символическую Всеавстралийскую сборную, а также был удостоен медали Эрика Тэсси по итогам Брисбенского карнавала. В 2000 году включён в «команду века» клуба «Мельбурн», в 2010 году включён в Зал славы австралийского футбола.
Будучи игроком «Мельбурна», в 1964 году он был избран в Законодательное собрание Виктории от избирательного округа Сент-Кильда (англ. St Kilda), где представлял Викторианскую либеральную партию. Будучи членом «умеренного крыла», он активно противостоял тогдашнему премьер-министру штата Генри Болту, осудив вынесение смертного приговора в виде повешения Рональду Райану. В 1971—1972 годах Диксон параллельно был тренером клуба «Норт-Мельбурн», однако в 44 матчах Викторианской футбольной лиги его клуб потерпел 37 поражений, выиграв всего 6 встреч и сведя одну вничью.
После того, как главой Либеральной партии и премьером штата стал Руперт Хэмер, Диксон был включён в кабинет министров штата. Он занимал разные должности, в том числе министра по делам молодёжи, спорта и отдыха и министра жилищного строительства. В частности, он стал известен благодаря разработке программы «Life. Be in it.» (с англ. — «Жизнь. Будь в ней»).
В 1979 году Диксон выиграл парламентские выборы в округе с небольшим перевесом, благодаря чему правительство Хэмера получило с перевесом в один мандат большинство в парламенте штата. Это позволило партии сформировать собственное правительство без вступления в коалицию с Викторианской национальной партией, отношения с которой у либералов были сложными. В 1982 году, однако, Диксон лишился своего места в законодательном собрании, и Либеральная партия впервые за 27 лет потерпела поражение на выборах.
После своего ухода из политики Диксон стал чиновником в спорте, выступая с разными семинарами. В мире он активно рекламировал Международную ассоциацию спорта для всех (TAFISA) и Ассоциацию спорта Азиании для всех (ASFAA). Он занимал пост президента Лиги австралийского футбола ЮАР, стремясь развивать этот вид спорта в других странах.
Скончался 9 июля 2025 года в возрасте 89 лет.

## Достижения игрока

### Командные
- Чемпион Викторианской футбольной лиги: 1956[англ.], 1957[англ.], 1959[англ.], 1960[англ.], 1964[англ.]

### Личные
- Обладатель медали Кита Траскотта[англ.] (1960)
- Член символической сборной 100-летия клуба «Мельбурн» (на позиции винга)
- Член Зала славы клуба «Мельбурн»
- Член Зала славы австралийского футбола[англ.] (включён в 2010 году)
- Член символической Всеавстралийской сборной[англ.] (1961)
- Обладатель медали Эрика Тэсси[англ.] (1961)